# Château de La Barben
Le château de La Barben est un ancien château fort dont l'origine remonte au XIe siècle, remanié aux XVIIe et XXe siècles, qui se dresse sur la commune française de La Barben dans le département des Bouches-du-Rhône, en région Provence-Alpes-Côte d'Azur, près de Salon-de-Provence.
Le château fait l’objet d’un classement au titre des monuments historiques par arrêté du 21 décembre 1984. Racheté en 2019, il abrite depuis le Rocher Mistral,  un parc sur le thème de la Provence.

## Historique
La première mention au castrum de barbentum date de 1064 dans le cartulaire de l'Abbaye Saint-Victor de Marseille. On ignore en revanche la date de construction du château, probablement antérieure à l'an mille.
Il fut la propriété de la famille de Pontevès. Au XVe siècle, il appartient au roi René ; ce dernier le vendit en 1474 à Jean II de Forbin, frère de Palamède de Forbin, dit le Grand, qui fut l'artisan de la réunion de la Provence à la Couronne de France en 1482. Il resta la propriété des marquis de Forbin pendant près de cinq cents ans ; ils le conserveront jusqu'en 1963. Le 4 novembre 1630, il eut à souffrir gravement de la révolte des Cascaveous. Saccagé, le château fut alors remanié. Sous Louis XIV, on le dota de jardins.
La princesse Pauline Borghèse (née Bonaparte, sœur de Napoléon) y vécut des amours tumultueuses avec Auguste de Forbin.
Au début du XXe siècle, un important tremblement de terre causa l'effondrement du donjon du château : des travaux furent alors entrepris pour redresser le château.
En 1963, le nouveau propriétaire, André Pons, ingénieur agricole, l'habita avec sa famille et l'ouvrit au public dès 1965. Il créa en 1971 le parc animalier de La Barben. Ses descendants habitaient encore le château au début du XXIe siècle.
Le château est fait l’objet d’un classement au titre des monuments historiques par arrêté du 21 décembre 1984.
Le 31 décembre 2019, le château fut racheté par Vianney Audemard d'Alançon, qui y a fait installer le Rocher Mistral, un parc à thème sur la Provence.

## Description
Les tours médiévales, vers 1650 sont devenues des pavillons coiffés de merlons et de mâchicoulis.
Les jardins du château probablement dessinés par Le Nôtre sont un jardin régulier avec deux poternes d'entrée, une allée de platanes, un dessin ordonnancé avec des portiques, une rivière, quatre bassins, deux fontaines, des terrasses.

## Protection
Le château et le jardin ont été classés monument historique le 21 décembre 1984 par le ministère de la Culture. 

## Voir à proximité
- Le parc animalier de La Barben (sans lien avec le château).